# Diamond Food VC
Diamond Food VC är en volleybollklubb i Samut Sakhon i Thailand. Klubben grundades 2019. Klubben har både dam- och herrlag. Damlaget blev thailändska mästare 2020/2021 och har även två andraplatser i ligan. De har även deltagit i Asian Women's Club Volleyball Championship flera gånger.